# Гайзенфельд
Гайзенфельд (нем. Geisenfeld) — город в Германии, в земле Бавария. 
Подчинён административному округу Верхняя Бавария. Входит в состав района Пфаффенхофен-на-Ильме. Подчиняется управлению Гайзенфельд.  Население составляет 9966 человек (на 31 декабря 2010 года). Занимает площадь 88,33 км². Официальный код  —  09 1 86 122.

## География
Город подразделяется на 12 городских районов. Расположен на реке Ильм — одном из притоков Абенса. Ближайший крупный город — Ингольштадт.